# Senku Ishigami
Senku Ishigami (石神 千空 Ishigami Senkū?) es el protagonista del manga Dr. Stone de Riichiro Inagaki y Boichi. La historia comienza en abril del año 5738 d. C., cuando ya han pasado más de 3.700 años desde que un misterioso destello petrificara casi toda la vida humana. Senku Ishigami, un genio de 16 años, revive de repente para encontrarse en un mundo donde todos los rastros de la civilización humana se han visto erosionados por el tiempo, y, tras establecer un campamento base, comienza a estudiar a los humanos petrificados para determinar la causa del evento.
Inagaki, el autor del manga, creó un personaje que pertenece a una categoría única entre los  superhéroes, ya que, aunque no posee poderes sobrenaturales, se distingue por su conocimiento científico para ayudar a crear una nueva civilización, para lo cual se basó en el antagonista Agon Kongo de Eyeshield 21, del mismo autor, pero con el objetivo de retratarlo de una manera más positiva. En la adaptación al anime de la serie,Yūsuke Kobayashi interpretó a Senku en japonés. 
La respuesta crítica al personaje de Senku ha sido positiva, apareciendo en múltiples encuestas de popularidad y ganando el cuarto Premio de los Anime Awards de Crunchyroll al Mejor Protagonista del Año. Los críticos disfrutaron de la personalidad del personaje y de su relación con los personajes secundarios, así como de su rivalidad con Tsukasa Shishio y su noviazgo con Gen Asagiri.

## Creación y desarrollo

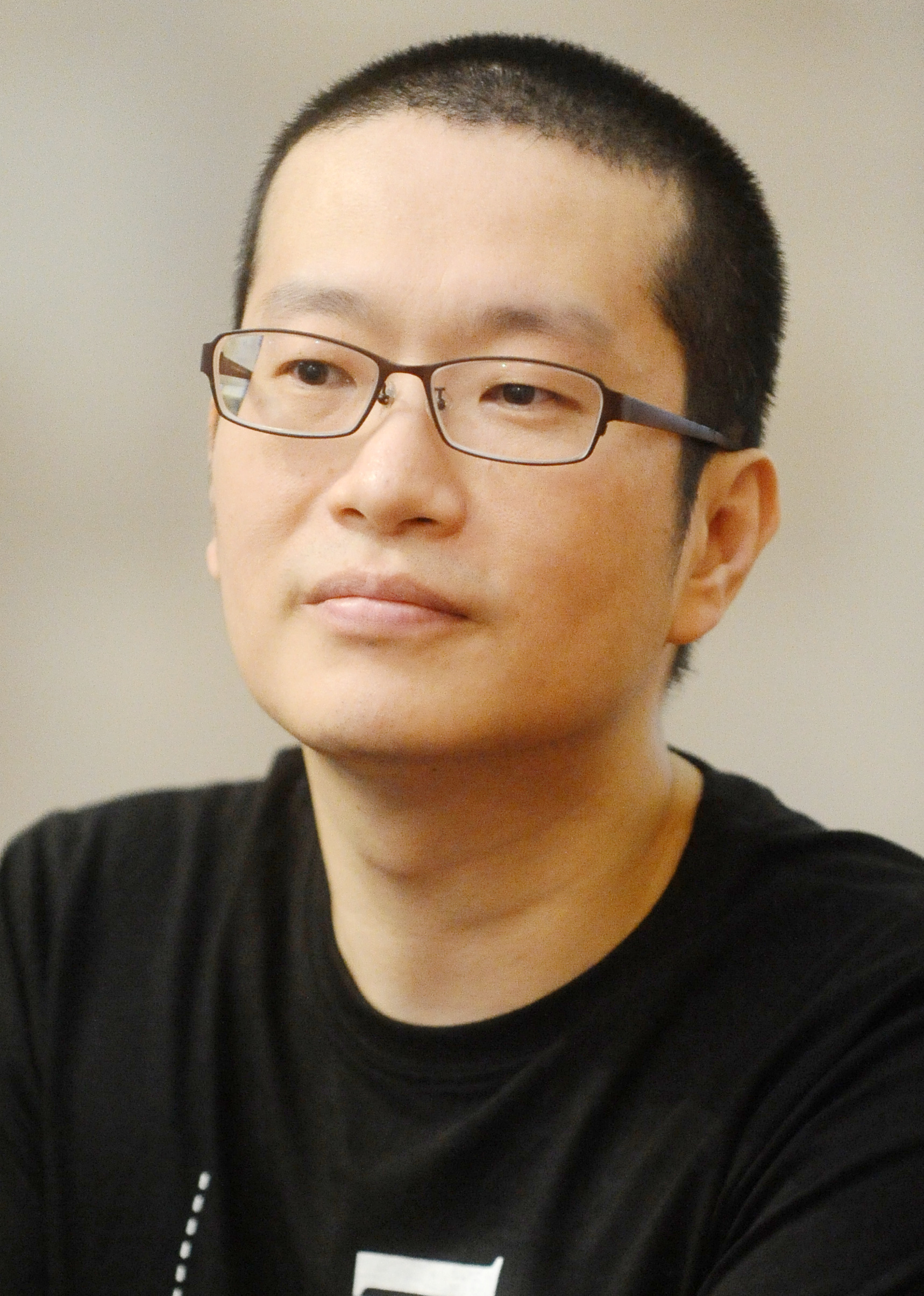
Boichi diseñó Senku.

Riichiro Inagaki creó a Senku como una alternativa de superhéroes raramente explorada en la ficción, ya que Senku no posee ningún poder sobrenatural. Inagaki pensó en la persona promedio. Para que una persona promedio lograra algo, necesitaría seguir trabajando y avanzar hacia cualquier objetivo. Él afirma que se preguntó "¿cuál es una forma genial de retratar a esa persona promedio trabajando duro por su objetivo?" Para amplificar esa idea de no poder hacer nada, surgió la idea de la petrificación; Senku fue creado con la idea de ser la personificación de "trabajar diligentemente durante un par de miles de años". Inagaki también quería hacer de Senku un personaje único en el manga hasta el punto en que los otros personajes son catalogados como "no-Senku", ya que quería explorar relaciones donde el elenco desarrollara un vínculo juntos.
Originalmente, Senku se llamaba Gaku, ya que ese kanji, 學, significa "estudio". Sin embargo, sintió que era demasiado académico y lo cambió a Senku (千空) ya que significaba "Mil cielos". Inagaki además afirmó que Senku nunca desarrollará poderes fantásticos, ya que contradiría el entorno realista proporcionado desde el principio.

## Etimología
El nombre de Senku se compone de dos partes: "sen" (千), que significa "mil", y "kū" (空), que se traduce como "cielo". Al combinar estas dos palabras, se forma "Senkū" (千空), que puede interpretarse como "Mil Cielos".
El apellido de Senku, Ishigami, también se divide en dos elementos: "ishi" (石), que significa "piedra", y "kami" (神), que se traduce como "dios". Al fusionar estos términos, se obtiene "Ishigami" (石神), que puede interpretarse como "Dios de Piedra".

## Descripción del personaje
Inagaki profesa usar un método de creación de personajes al que se refiere como "actuar". Básicamente, Inagaki a menudo reutiliza tipos de personajes establecidos en nuevos entornos para sus obras, y en el caso de Senku, esencialmente reutilizó el personaje de Agon de su serialización anterior, Eyeshield 21. Profesa que le gusta el tipo de personaje franco y directo que ambos, Agon y Senku, encarnan. Dado que Agon solo mostraba los aspectos negativos de ese tipo de personaje, quería hacer lo contrario para Dr. Stone. El enfoque científico de la serie significa que Inagaki tiene que ceñirse lo más posible a la realidad, lo que a menudo requería investigación. Para hacer que Senku se viera genial, Inagaki a menudo le pide a Boichi que dibuje un cierto fondo cuando Senku encuentra un nuevo elemento como "¡¡Planta hidroeléctrica adquirida!!".
En cuanto al mensaje de la serie, Inagaki quería que los lectores comprendieran el "poder" de Senku y sus ambiciones, usando su conocimiento del pasado para construir un futuro más fuerte. El artista Boichi dijo que se relacionaba con Senku en cuanto a las filosofías de vida basadas en cómo el artista pasó de escribir en Corea a Japón basado en sus deseos, viendo el manga como una competencia para ayudar a los mangakas de la misma manera que Senku ayuda a la sociedad a través de sus habilidades.
El director de anime Shinya Iino dijo que "al menos el 50% o más es el personaje Senku, que es un personaje muy único", elogiando el trabajo de Kobayashi. Como resultado, encontró el trabajo de Dismuke desafiante ya que debía tener el mismo atractivo que Kobayashi. En cuanto a la caracterización de Senku, Iino estaba en conflicto con cómo modificar sus expresiones faciales para escenas emocionales. Además, comparó a Senku con Inagaki hasta el punto en que Senku podría ser un avatar del autor del manga.

## Apariciones
Senku es un prodigio que sobresale en múltiples campos de la ciencia, con un amor especial por la astronomía y la exploración espacial. Al comienzo de la serie, Senku y toda la población son petrificados durante miles de años. Después de despertar en el "Mundo de Piedra", se propone restaurar la civilización reinventando la tecnología perdida y descubriendo una "cura" para la petrificación. Aunque algo arrogante, en realidad es muy noble y de buen corazón, ya que considera la ciencia como un medio para elevar a todas las personas y tiene una fe inquebrantable en sus amigos. Senku y Taiju preparan suficiente fluido de reavivamiento para liberar a una persona de la piedra, y Taiju elige a Yuzuriha como primer sujeto. Sin embargo, Tsukasa, recién revivido, revela a Senku su intención de asesinar a los adultos petrificados para crear un mundo libre de adultos corruptos, chocando con los ideales de Senku de revivir a todos. Cuando Senku renuncia a la receta para salvar a Yuzuriha y se le da la opción de abandonar la ciencia o morir, recuerda cómo desarrolló su amor por la ciencia y se hizo amigo de Taiju. Negándose a abandonar la ciencia, Senku se prepara para morir a manos de Tsukasa.
Después de fingir su muerte para evitar que Tsukasa lo persiga, Senku entabla amistad con los residentes de la Aldea Ishigami y se convierte en su jefe, descubriendo que es una leyenda en la comunidad de la aldea al mismo tiempo gracias a la influencia de uno de los ancestros de los aldeanos, que resulta ser el difunto padre adoptivo de Senku, Byakuya, uno de los sobrevivientes originales de la petrificación. Conoce a un hechicero llamado Chrome, quien ha venido por su cuenta, y Senku lo convierte en su aprendiz. Senku revela la pila de tungsteno para la preparación final. Después de ser triturado en un polvo fino, necesita ser calentado a una temperatura extremadamente alta para que sea utilizable. Mientras Senku prepara el polvo de tungsteno, carga a Chrome y a Kaseki con la tarea de crear un método de calentamiento de alta temperatura puntual utilizando todo lo que han aprendido desde la llegada de Senku a la aldea.
Tsukasa y Hyouga se preparan para el próximo ataque a la Aldea Ishigami. Senku discute la posibilidad de traer más hombres del Imperio de Tsukasa a su lado. Tras varias batallas, Senku exige un alto el fuego a Tsukasa a cambio de revivir a su hermana Mirai, quien Tsukasa descubre que está viva. Usando el fluido de reavivamiento, Mirai es revivida. Tras la derrota de Hyoga y la entrada de Tsukasa en criosueño, Senku logró que los restos del Imperio del Poder se fusionaran con el Reino de la Ciencia, donde lidera a los Cinco Generales Sabios. Senku convoca una asamblea donde anuncia que encontrarán el secreto de la petrificación. También revela que construirán un barco para explorar el mundo.

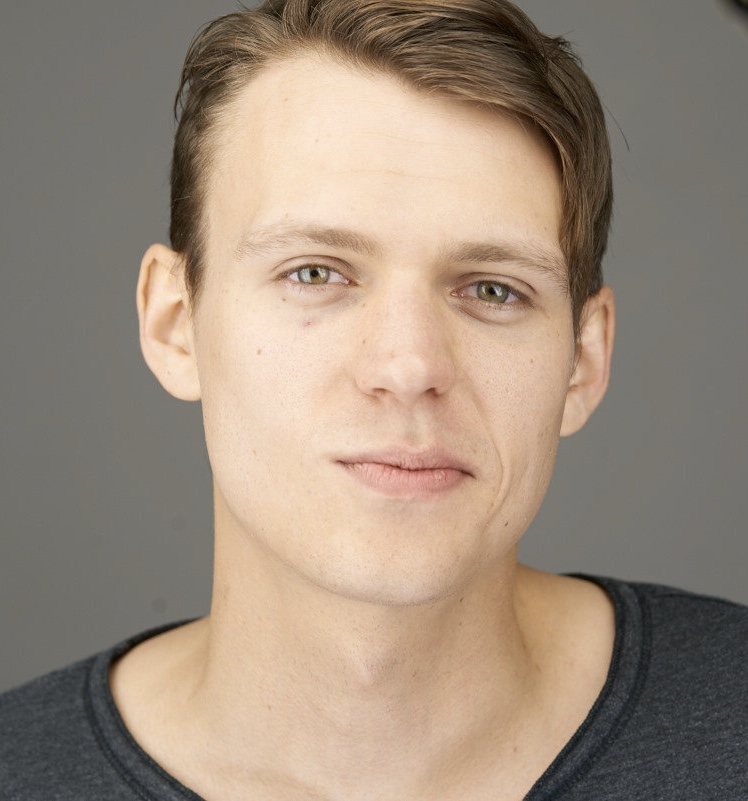
La actuación de Aaron Dismuke, como la voz en inglés de Senku, ha recibido elogios.

### Las voces de Senku Ishigami
El actor de voz Yūsuke Kobayashi mencionó que la entonación de los nombres no estaba realmente clara hasta que comenzaron a grabar. Kobayashi también dio voz a la mascota de la serie, Mecha Senku, que se parece mucho al personaje principal. Antes de darle voz en el doblaje al inglés, Aaron Dismuke observó los episodios originales en japonés para capturar la sensación del trabajo original, encontrando que era un desafío. Dismuke además comentó que Senku tiende a hacer exposiciones sobre la creación de elementos como preparar comidas hasta el punto en que Senku está "por todas partes".Comic Book Bin disfrutó del enfrentamiento en el noveno volumen entre tales fuerzas hasta el punto de llamarlo la mejor parte del manga. Ambos actores de voz de Senku, Aaron Dismuke y Kobayashi, han sido elogiados por los medios. En un artículo del sitio web japonés AnimeAnime, Senku fue incluido como el segundo mejor personaje de Kobayashi después de Subaru Natsuki de Re:Zero − Starting Life in Another World.
En la versión en español, la voz de Senku Ishigami varía dependiendo de la región y la versión del doblaje. En la versión española de España, es doblado por Ángel López. En la versión latinoamericana, la voz es de Alejandro Orozco. En la versión francesa, la voz de Senku Ishigami es interpretada por el actor belga Maxime Donnay. En la versión alemana, la voz de Senku Ishigami es interpretada por Patrick Keller.

## Recepción

### Popularidad
Senku ha sido un personaje popular. Gadget Tsūshin incluyó la frase característica de Senku "¡Esto es emocionante!" en su lista de palabras de moda del anime de 2019. En 2020, Senku fue galardonado como el Mejor Protagonista del Año en los 4tos Crunchyroll Anime Awards. También encabezó las encuestas del manga Dr. Stone tanto en el Oeste como en el Este en 2019. Otaku USA consideró a Senku como uno de los personajes más inteligentes del anime. En otra encuesta de Crunchyroll, Senku fue votado como el personaje más popular de la serie. En 2022, también fue nominado en los 6tos Crunchyroll Anime Awards en la categoría de "Mejor Chico", por su papel en la temporada de Stone Wars de Dr. Stone.

## Respuesta crítica
La respuesta crítica al personaje de Senku ha sido generalmente positiva. El sitio web Spin Maker consideró a Senku como un personaje agradable, ya que es "como una mezcla entre MacGyver y Jimmy Neutrón". De manera similar, Manga.Tokyo llamó a Senku una combinación entre Dexter de Laboratorio de Dexter y Rintaro Okabe de Steins;Gate, encontrándolo como un líder divertido, y a pesar de actuar como un científico loco, es fácil notar que Senku se preocupa por los demás según el revisor. Anime UK News encontró su diseño impresionante, comparándolo con el cabello de Yugi Mutou, y sintió que la búsqueda de Senku para restaurar la modernidad parece posible. Comic Book Resources encontró que Senku está equilibrado ya que, a pesar de su inteligencia, la fuerza de Senku a menudo se subestima para aliviar la comedia, ya que le resulta difícil cargar objetos pesados. El mismo sitio web hizo un artículo completo centrado en Senku, llamándolo "un héroe de corazón, aunque no del tipo reclusivo y excéntrico del Dr. Frankenstein" con derivaciones de poco placer o significado de conexiones personales profundas.
Los escritores han comentado sobre las relaciones de Senku retratadas en la narrativa, especialmente los miembros de la Aldea Ishigami y su rivalidad con Tsukasa. Inicialmente, Manga.Tokyo dijo que la dinámica entre Senku y Taiju era similar a la serie Pinky y Cerebro y encontró que el dúo tiene interacciones interesantes. Anime UK News también vio la búsqueda de Senku para aumentar el poder de fuego de la Aldea Ishigami como una preparación para la eventual segunda temporada que explora la lucha contra las fuerzas de Tsukasa. Otaquest e IGN elogiaron la caracterización y acciones de Senku en la trama y cómo influencia a su alumno Chrome, quien no tiene conocimiento de la ciencia de Senku.
La rivalidad de Senku con Tsukasa también fue el foco de los temas de la serie que involucran ciencia contra fuerza, con el sitio web Medium considerando la segunda temporada del anime como las partes más importantes que adaptó. Además, el sitio web señaló que el giro final en su guerra es controvertido. Anime News Network notó que desde el primer volumen, Boichi le dio a la rivalidad entre Senku y Tsukasa un efecto importante y notó cómo Senku aún considera a este último como un asesino incluso si su rival destruye estatuas humanas. 